# Pyxis (Behälter)

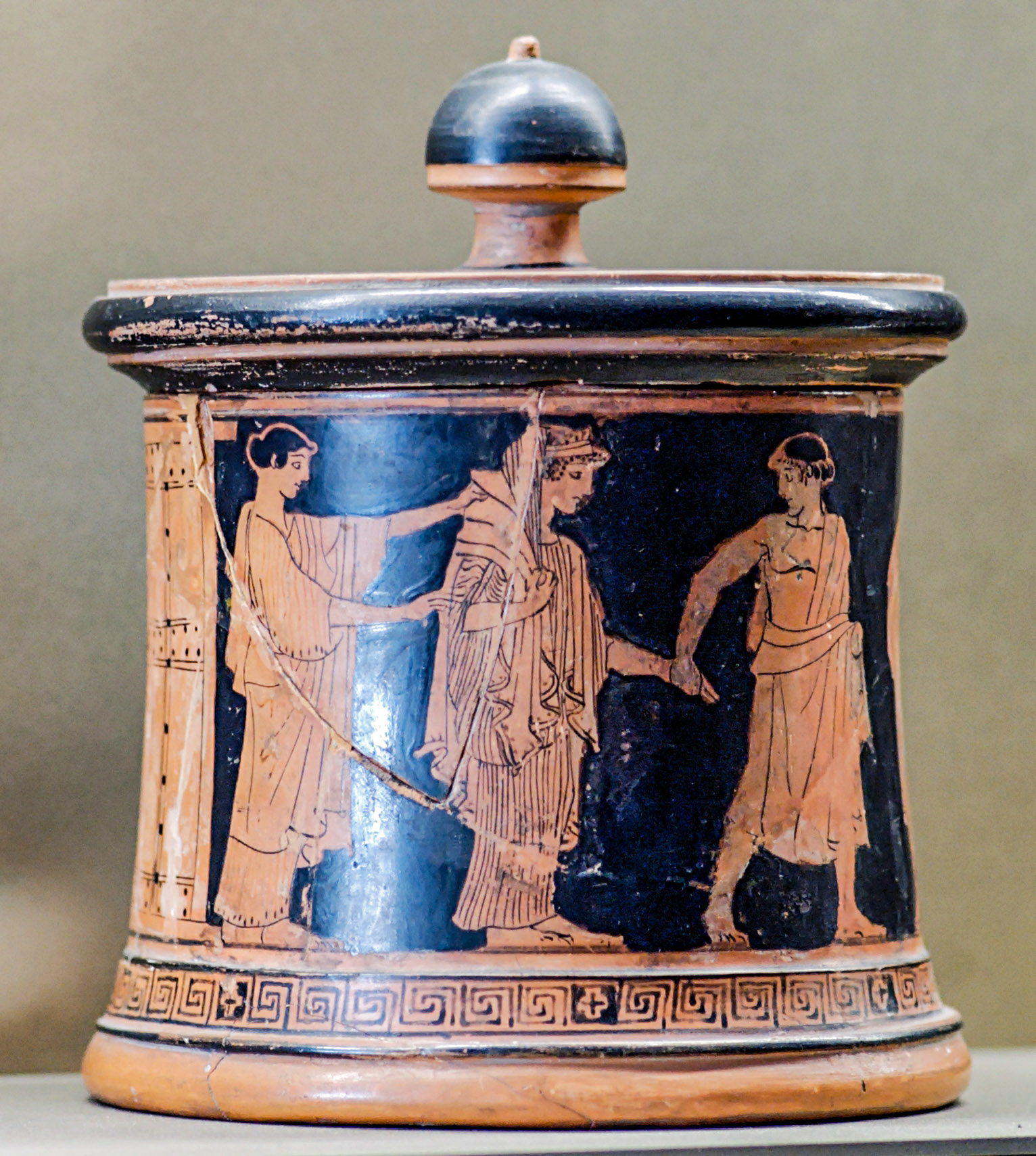
Attische rotfigurige Pyxis im Louvre, Namenvase des Hochzeits-Malers, um 470/460 v. Chr.

Als Pyxis (altgriechisch πυξίς pyxís; Plural: Pyxiden) bezeichnet man einen runden Behälter, meist eine Büchse mit Deckel. Die seit hellenistischer Zeit belegte Bezeichnung stammt vom griechischen Wort pýxos für Buchsbaumholz, aus dem Pyxiden häufig gedrechselt waren. Wahrscheinlich ist das attische Wort kylichnís eine ältere Bezeichnung dafür. Von Pyxis leiten sich die deutschen Wörter Buchs(baum), Büchse und Buchse sowie das Fremdwort Box ab.
Heute sind nicht mehr viele Pyxiden aus Holz erhalten. Andere Materialien sind Keramik, Alabaster, Metall oder Elfenbein. Verwendung fanden sie im Haushalt griechischer Frauen zur Aufbewahrung von Schmuck und Kosmetika. Deshalb sind sie häufig im rotfigurigen Stil mit Frauengemachszenen bemalt. Pyxiden wurden häufig als Grabbeigabe für Frauen verwendet.

## Geschichte
Erste Varianten von Pyxiden gab es schon in geometrischer Zeit. Diese waren groß und flach und wurden vermutlich in anderer Form benutzt. Im 7. Jahrhundert v. Chr. wurde die Form von korinthischen Töpfern weiterentwickelt, um sie den neuen Dekorationsformen (schwarzfigurige Vasenmalerei) anzupassen. Im 6. Jahrhundert v. Chr. gab es einige Weiterentwicklungen und Sonderformen wie Dreifuß- und Nikosthenische Pyxiden. In klassischer Zeit dominierte eine Typus A genannte Variante mit konkaver, steiler Wandung. Daneben war auch der Typus B populär, zu dem es einen Stülpdeckel gab. In hellenistischer Zeit wurden die Gefäße höher.

### Römische Zeit
Kleine Pyxiden aus Bein oder Elfenbein oder Reste davon sind in Fundkomplexen römischer Zeit nicht selten. Ab der konstantinischen Zeit dienten überwiegend aus Elfenbein gefertigte Pyxiden als sakrale Zeremonialgefäße zur Aufbewahrung von Weihrauch, Reliquien und Hostien. Äußerlich waren sie meist mit Reliefdarstellungen biblischer Szenen geschmückt. Siehe Pyxis (Liturgie).

## Antike Pyxidenformen aus Keramik
| Typ                | Variante             | Bemerkung                                           | Umzeichnung | Beispiel |
| ------------------ | -------------------- | --------------------------------------------------- | ----------- | -------- |
| Pferdepyxis        |                      |                                                     |             |          |
| Henkelpyxis        |                      |                                                     |             |          |
| Kugelpyxis         |                      |                                                     |             |          |
| Korinthische Pyxis |                      |                                                     |             |          |
| Attische Pyxis     |                      |                                                     |             |          |
|                    | Typ A                |                                                     |             |          |
|                    | Typ B                |                                                     |             |          |
|                    | Typ C                |                                                     |             |          |
|                    | Typ D                |                                                     |             |          |
|                    | Nikosthenische Pyxis | in der Werkstatt des Töpfers Nikosthenes entwickelt |             |          |
| Dreifußpyxis       |                      |                                                     |             |          |
| Apulische Pyxis    |                      |                                                     |             |          |
| Doppelpyxis        |                      |                                                     |             |          |